# ميركابتويثانول-2
2-Mercaptoethanol (أيضًا β-mercaptoethanol أو BME أو 2BME أو 2-ME أو β-met ) هو مركب كيميائي له الصيغة HOCH 2 CH 2 SH. يتم استخدام ME أو βME ، كما هو شائع ، لتقليل روابط ثاني كبريتيد ويمكن أن يعمل كمضاد أكسدة بيولوجي عن طريق تنظيف جذور الهيدروكسيل (من بين أمور أخرى). يستخدم على نطاق واسع لأن مجموعة الهيدروكسيل تمنح القابلية للذوبان في الماء وتقلل من التطاير. نظرًا لتناقص ضغط البخار ، فإن رائحته ، على الرغم من كونها كريهة ، تكون أقل قابلية للاعتراض من الثيول المرتبط بها.

## إنتاج
2- يتم تصنيع الميركابتويثانول صناعياً عن طريق تفاعل أكسيد الإيثيلين مع كبريتيد الهيدروجين، ثايوديغليكول والزيولايت المختلفة تحفيز رد الفعل.

## تفاعلات
يتفاعل 2-Mercaptoethanol مع الألدهيدات والكيتونات لإعطاء الأوكساثيولانات المقابلة. هذا يجعل 2-مركابتوإيثانول مفيدًا كمجموعة حماية ، مما يعطي مشتقًا يكون ثباته بين ثبات الديوكسولين وdithiolane .

## التطبيقات

### تقليل البروتينات
يمكن تغيير طبيعة بعض البروتينات عن طريق 2-مركابتوإيثانول، والذي يشق روابط ثاني كبريتيد التي قد تتشكل بين مجموعات ثيول من بقايا السيستين، في حالة زيادة 2-مركابتوإيثانول يتم تحويل التوازن التالي إلى اليمين:
RS – SR + 2 HOCH 2 CH 2 SH  2 RSH + HOCH 2 CH 2 S – SCH 2 CH 2 OH
عن طريق كسر روابط SS ، يمكن أن يتم تعطيل كل من البنية الثلاثية والبنية الرباعية لبعض البروتينات.  بسبب قدرتها على تعطيل بنية البروتينات، انه كان يستخدم في تحليل البروتينات، على سبيل المثال، لضمان أن الحل البروتين يحتوي على جزيئات البروتين أحادى، بدلا من ثاني كبريتيد مرتبطة dimers أو أعلى ترتيب الأوليغومرات . ومع ذلك ، نظرًا لأن أشكال 2-مركابتوإيثانول تتضافر مع السيستين الحرة وهي أكثر سمية إلى حد ما ، فإن ثنائي ثيوثريتول (DTT) يستخدم بشكل عام أكثر خاصة في SDS-PAGE . DTT هو أيضًا عامل اختزال أقوى له إمكانية الأكسدة والاختزال (عند درجة الحموضة 7) من −0.33 V ، مقارنة بـ −0.26 V لـ 2-مركابتوإيثانول.
غالبًا ما يستخدم 2-Mercaptoethanol بالتبادل مع dithiothreitol (DTT) أو ثلاثي عديم الرائحة (2-carboxyethyl) phosphine (TCEP) في التطبيقات البيولوجية.
على الرغم من أن 2-مركابتوإيثانول له تقلبات أعلى من DTT ، إلا أنه أكثر استقرارًا: نصف عمر 2-مركابتوإيثانول أكثر من 100 ساعة عند درجة الحموضة 6.5 و 4 ساعات عند درجة الحموضة 8.5 ؛ يبلغ عمر النصف لـ DTT 40 ساعة عند درجة الحموضة 6.5 و 1.5 ساعة عند درجة الحموضة 8.5 

### منع أكسدة البروتين
غالبًا ما يتم تضمين 2-Mercaptoethanol وعوامل الاختزال ذات الصلة (على سبيل المثال ، DTT) في التفاعلات الأنزيمية لمنع أكسدة بقايا السلفهيدريل الحرة ، وبالتالي الحفاظ على نشاط البروتين. غالبًا ما يستخدم في فحوصات الإنزيم كمكون عازل قياسي.

### تغيير طبيعة الريبونوكليز
يستخدم 2-Mercaptoethanol في بعض إجراءات عزل RNA للتخلص من ribonuclease المنطلق أثناء تحلل الخلايا. العديد من روابط ثاني كبريتيد تجعل الريبونوكلياز أنزيمات مستقرة جدًا ، لذلك يتم استخدام 2-مركابتويثانول لتقليل روابط ثاني كبريتيد هذه وتغيير طبيعة البروتينات بشكل لا رجعة فيه. هذا يمنعهم من هضم الحمض النووي الريبي أثناء إجراء الاستخراج.

## أمان
يعتبر 2- الميركابتويثانول ساماً، حيث يسبب تهيج ممرات الأنف والجهاز التنفسي عند الاستنشاق، وتهيج الجلد، والتقيؤ وآلام المعدة من خلال الابتلاع، وربما الموت في حالة التعرض الشديد.